# Cultura de Eslovenia
La cultura de Eslovenia al igual que su geografía humana, está compuesta por muchos elementos, siendo los elementos más importantes el eslavo, el alpino y el germano. 

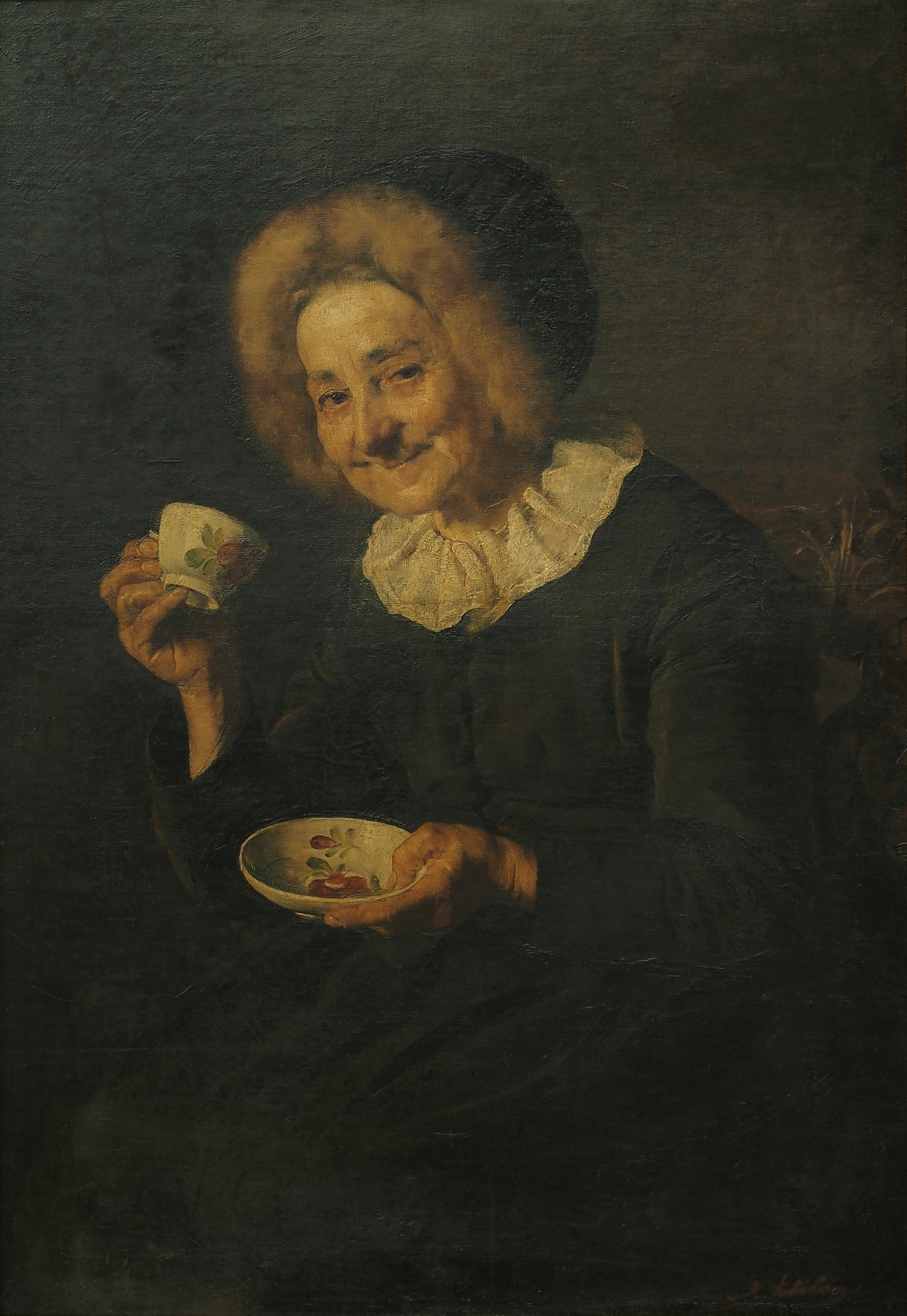
Kofetarica, pintura de la Galería Nacional de Eslovenia

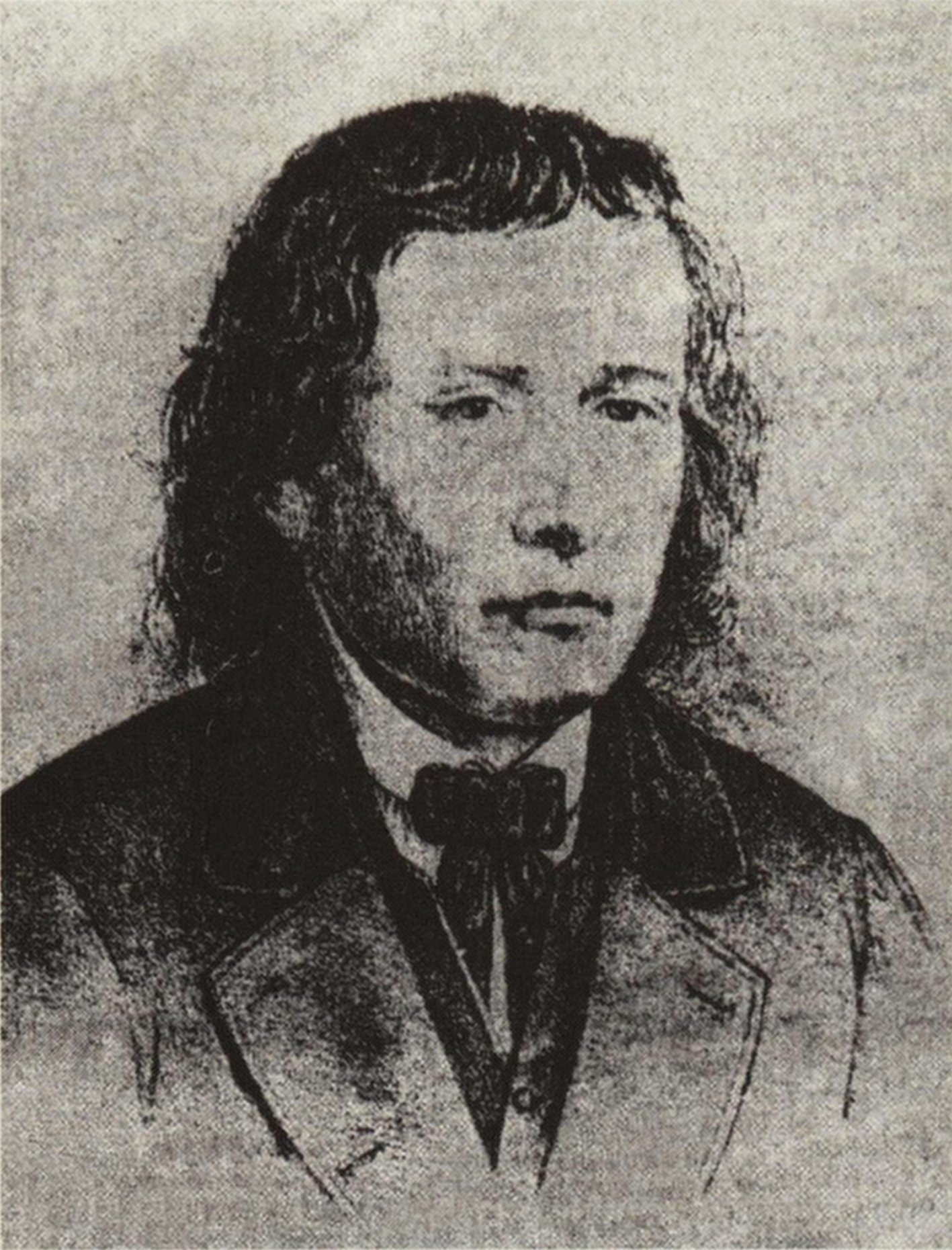
Una de las dos supuestas fotografías de France Prešeren, el más famoso poeta esloveno.

La primera impresión de libros en esloveno fue llevada a cabo por el reformador protestante Primož Trubar (1508-1586). Actualmente está dividido en dos libros, Katekizem (un catecismo) y Abecednik (un abecedario), fueron publicados en 1550 en Tubinga, en el entonces Sacro Imperio Romano Germánico.
La parte central del país, llamada Carniola (que existió como una parte del Imperio austrohúngaro hasta el siglo XX) fue etnográfica e históricamente bien descripta en el libro La Gloria del Ducado de Carniola'(en alemán Die Ehre deß Herzogthums Crain, en esloveno Slava vojvodine Kranjske), publicado en 1689 por el barón Janez Vaijkard Valvasor (1641 - 1693).

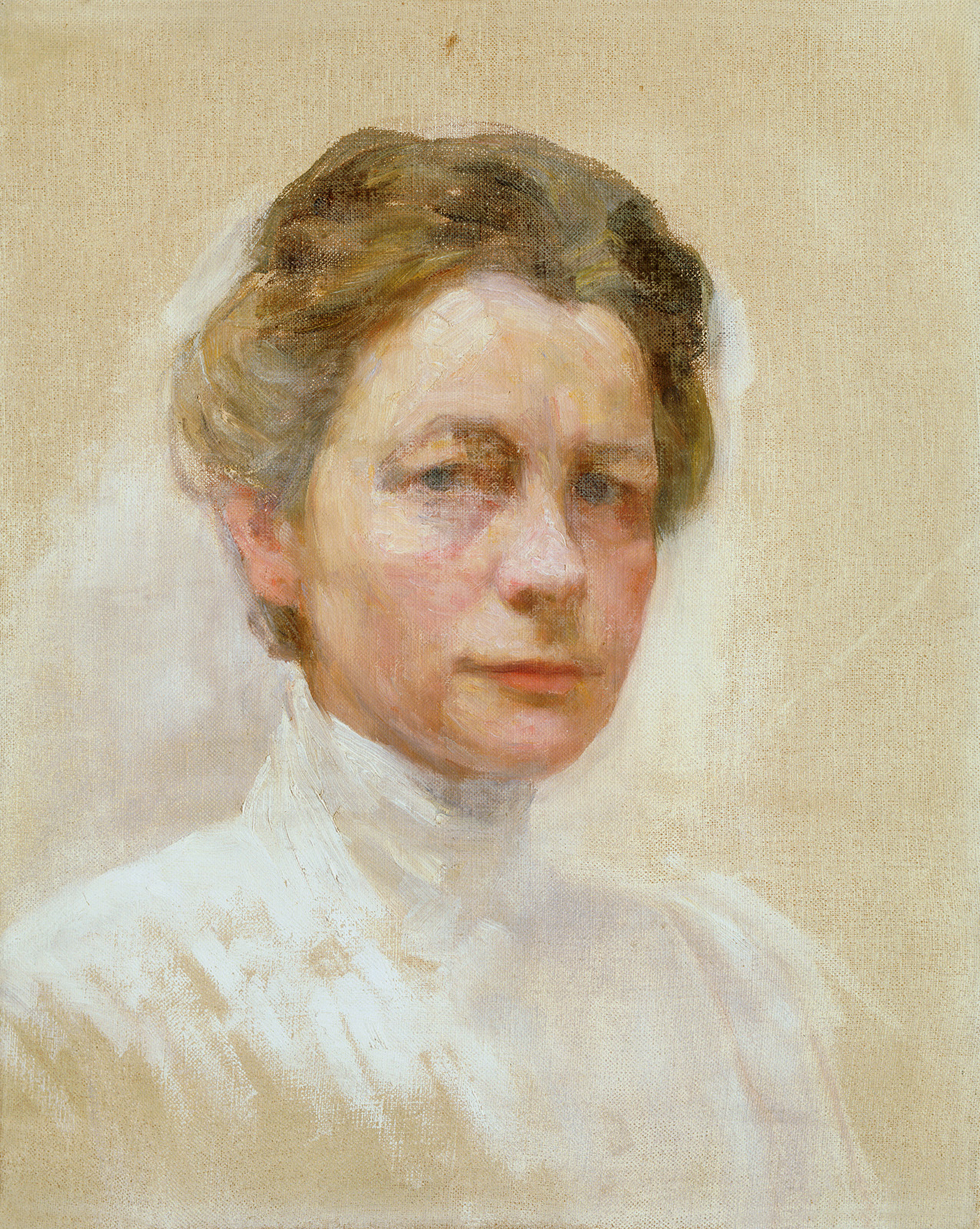
Ivana Kobilca: Autorretrato en blanco.

Los dos autores más importantes de Eslovenia fueron el poeta France Prešeren (1800-1849) y el escritor Ivan Cankar (1876-1918). Otros autores famosos fueron Vladimir Bartol, Srečko Kosovel, Edvard Kocbek, Boris Pahor, Dane Zajc, Tomaž Šalamun, Aleš Debeljak y Drago Jančar. Los pintores más importantes fueron Ivana Kobilca, Anton Ažbe, el impresionista Rihard Jakopič y el constructivista Avgust Černigoj. Los arquitectos más famosos fueron Jože Plečnik que trabajó tanto en Viena como en Praga aparte de en Liubliana, Max Fabiani, Ivan Vurnik y Vladimir Šubic.
Eslovenia fue la tierra de numerosos músicos y compositores, incluyendo al compositor renacentista Jacobus Gallus (1550-1591), que influyó notablemente en la música clásica centroeuropea. En el siglo XX Bojan Adamič fue un compositor musical de renombre.
Músicos populares contemporáneos fueron Slavko Avsenik, el grupo musical Laibach, Vlado Kreslin, Zoran Predin, Pero Lovšin, el grupo musical Silence, el New Swing Quartet, DJ Umek, Valentino Kanzyani, Melodrom, el grupo Siddharta, Laibach, Magnifico y otros.
El cine esloveno tiene más de un siglo de tradición con actores como Karol Grossmann, Veličan Bešter, Božidar Jakac, Janko Ravnik, Ferdo Delak, France Štiglic, Mirko Grobler, Igor Pretnar, France Kosmač, Jože Pogačnik, Matjaž Klopčič, Jane Kavčič, Jože Gale, Boštjan Hladnik y Karpo Godina como sus más establecidos cineastas. Entre los directores cinematográficos contemporáneos, Janez Burger, Jan Cvitkovič, Damjan Kozole, Janez Lapajne and Maja Weiss son los más notables del llamado movimiento Renacimiento del cine esloveno
Algunos académicos eslovenos fueron el químico Friderik Pregl, ganador del premio Nobel, el físico Jožef Stefan, los filósofos Slavoj Žižek, Mladen Dolar, Alenka Zupančič y Milan Komar,los lingüistas Franc Miklošič y Jernej Kopitar, el teólogo Jadran Strle, los sociólogos Thomas Luckmann y Jože Pučnik, el físico Anton Marko Plenčič, el matemático Jurij Vega, el ingeniero de cohetes y pionero de la cosmonáutica Herman Potočnik.
- Datos: Q3007297
- Multimedia: Culture of Slovenia / Q3007297